# Gornji Gajtan
Gornji Gajtan (en serbe cyrillique : Горњи Гајтан) est un village de Serbie situé dans la municipalité de Medveđa, district de Jablanica. Au recensement de 2011, il comptait 55 habitants.

## Démographie
| 1948 | 1953 | 1961 | 1971 | 1981 | 1991 | 2002 | 2011 |
| ---- | ---- | ---- | ---- | ---- | ---- | ---- | ---- |
| 560  | 578  | 490  | 302  | 163  | 106  | 87   | 55   |

|  |